# Gymnema mohanramii
Gymnema mohanramii är en oleanderväxtart som beskrevs av Saravanam Karthikeyan och Moorthy. Gymnema mohanramii ingår i släktet Gymnema och familjen oleanderväxter. Utöver nominatformen finns också underarten G. m. decaisneanum.